# 상일중학교 (경기)
상일중학교(上一中學校)는 대한민국 경기도 부천시 원미구 상동에 있는 공립 중학교이다.

## 학교 연혁
- 2001년 1월 6일 : 중리중학교(가칭) 착공
- 2002년 3월 1일 : 초대 최현일 교장 취임
- 2002년 3월 7일 : 제1회 입학식(5학급 113명)
- 2003년 2월 14일 : 제1회 졸업식(67명)
- 2007년 11월 1일 : 인조잔디구장 개장
- 2009년 12월 16일 : 제1회 상일중학교 부설 영재학급 수료(2학급 38명)
- 2012년 9월 1일 : wee-class구축 및 전문상담교사 배치 운영
- 2013년 2월 25일 : 과목중점형 교과교실(수학 영어) 구축 운영
- 2020년 3월 30일 : 원격교육 선도학교 운영
- 2022년 1월 13일 : 제20회 졸업식 (297명, 누계 6,936명)
- 2024년 1월 5일 : 제22회 졸업식 (29학급)
- 2024년 3월 1일 : 제8대 유은정 교장 취임
- 2024년 3월 4일 : 제23회 입학식 (30학급)

## 참고 자료
- 상일중학교 - 한국교육학술정보원 학교알리미